# Mr. Lonely
"Mr. Lonely" là ca khúc được đồng sáng tác và thu âm bởi ca sĩ người Mỹ Bobby Vinton, với sự hỗ trợ của Robert Mersey và dàn nhạc của anh. Ca khúc được phát hành lần đầu tiên trong album năm 1962 của Vinton, Roses Are Red.